# Semotrachia rossana
Semotrachia rossana är en snäckart som beskrevs av Alan Solem 1993. Semotrachia rossana ingår i släktet Semotrachia och familjen Camaenidae. Inga underarter finns listade i Catalogue of Life.